# Tóth Gábor Attila
Tóth Gábor Attila (1970. augusztus 18., Budapest) jogász, szerkesztő, egyetemi tanár . Alkotmányjogot, emberi jogokat és bioetikát tanít a Debreceni Egyetemen és a Semmelweis Egyetemen. Visszatérően oktat és kutat Berlinben a Freie és a Humboldt Egyetemen, valamint a New York-i New School-ban. 1994-ben a Társaság a Szabadságjogokért alapító ügyvivője és programvezetője, 2013-ban elnöke volt. 1997 és 2001 között a Fundamentum című emberi jogi folyóirat alapító szerkesztője volt. 2010-től a szuverén.hu jogi, társadalompolitikai, gazdasági elemző portál alapító főszerkesztője.

## Szakmai életút
Az Eötvös Loránd Tudományegyetem Állam- és Jogtudományi Karán szerzett jogi diplomát 1997-ben. PhD-fokozatot a Miskolci Egyetemen kapott 2009-ben. A Debreceni Egyetemen habilitált 2014-ben. Egyetemi tanulmányai idején a budapesti Láthatatlan Kollégium ösztöndíjasa volt. 1994-ben a Polish Helsinki Committee emberi jogi képzésén vett részt Varsóban. 2000-ben a British Council ösztöndíjával Oxfordban járt tanulmányúton. 2010-2011-ben Deutscher Akademischer Austauschendienst ösztöndíjjal kutatott a berlini Humboldt Egyetemen. 2014-ben vendégkutatói ösztöndíjat kapott a New York-i New School for Social Research egyetemre, ahová 2016-ban tért vissza. 2017 és 2023 között 25 hónapot töltött a Humboldt Egyetemen az Alexander von Humboldt Stiftung tapasztalt kutatói ösztöndíjával.
1994 és 1999 között a Társaság a Szabadságjogokért alapító programvezetőjeként dolgozott. 2000 és 2010 között az Alkotmánybíróság tanácsadója (2007-től főtanácsadója) volt. Nyolc évig Kukorelli István alkotmánybíró, majd Paczolay Péter és Holló András alkotmánybírók munkatársa volt, 2010-ben lemondott főtanácsadói jogviszonyáról. 2009-óta tanít a Debreceni Egyetemen, 2013 és 2016 között az Alkotmányjogi Tanszék vezetője volt.
2013 és 2015 között a Freedom House számára végzett szakértői munkát. 2015-2016-ban részt vett a Max Planck Encyclopedia of Comparative Constitutional Law elkészítésében. 2016-2017-ben az Európai Unió által indított Support to the Constitutional Court of the Republic of Moldova programjában vett részt független alkotmányjogi szakértőként. 2018-ban a Wissenschaftszentrum Berlin Constitutional Resilience kutatás és konferencia társszervezője volt. 2019-2020-ban a State University of Rio de Janeiro Populista Constitutionalism kutatási programjában vett részt.
Magyarországon részt vett Sólyom László alkotmánykommentár kutatócsoportjában (2004-2005), a TÁRKI Értéktér (2011-2013) és a Debreceni Egyetem TÁMOP Őssejt bioetika kutatásban (2011-2013), valamint a Semmelweis Egyetem Data Ethics and Big Data (2021-2023) kutatócsoportjában.
Óraadóként tanított az ELTE Társadalomtudományi Karán és az Állam- és Jogtudományi Karán, a Széchenyi István Egyetemen, a Rajk László Szakkollégiumban, a Bibó István Szakkollégiumban, az Országos Rádió és Televízió Testület alkotmányjogi műhelyében.

## Jogtudomány
Kutatásai területei: emberi jogok általános és speciális kérdései (emberi méltóság, egyenlőség, szólásszabadság, személyi szabadság, információszabadság, lelkiismereti szabadság), alkotmányelmélet és politikai moralitás kapcsolata, alkotmányértelmezés, alkotmánybíráskodás,  demokratikus és autoriter átalakulások összehasonlítása.
Felfogása szerint a jog nem független a politikai moralitástól. Ronald Dworkin nyomán azt képviseli, hogy a demokratikus alkotmányok morális elveket tartalmaznak. Az emberi jogokat a tartalmi elvek körébe sorolja, az alkotmányos intézményeket eljárási normáknak tekinti. A dworkini felfogást azzal egészíti ki, hogy mivel az alkotmányos intézmények is morális elveket szolgálnak, ezért eljárási kérdésekben is indokolt a „helyes válasz” lehetőségéről beszélni.
Az Alaptörvényt illegitimnek tartja, melynek problémái nem oldhatók meg alkotmányértelmezéssel, ezért új alkotmányt tart indokoltnak. Ellenzi a halálbüntetést, támogatja a melegházasság és az önkéntes eutanázia legalizálását, a drogfogyasztás dekriminalizálását, valamint az abortusz engedélyezését, ha a terhes nő súlyos válsághelyzetben van. Indokoltnak tartja a sérülékeny társadalmi csoportok esélyegyenlőségét segítő jogi intézkedéseket, de ellenzi a szólásszabadság korlátozását. A föderális irányú európai integráció támogatója.

## Főbb művei
- Nemdemokrácia: Az alkotmányjogi patológia és terápia alapjai. (Oriold és Társai, 2024.)[12]
- Waldhauser Teréz: Vigyázok a trombitára (Oriold és Társai, 2025, szerkesztő, elő- és utószó)[13]
- Constitutional Markers of Authoritarianism. (Hague Journal on the Rule of Law, 2019.)[14]
- Authoritarianism (Max Planck Encyclopedia of Comparative Constitutional Law, Oxford University Press, 2017)[15]
- A jogok törvénye. Értekezések az alkotmányos szabadságról. (Gondolat, Bp. 2014.)[16]
- Humán embrionális őssejtkutatás – Orvosbiológiai, filozófiai-etikai, jogi kérdések. (Debrecen University Press, 2014, társszerző.)
- Lehetséges. Kis Jánosnak tanítványaitól.  (Kalligram, Pozsony, 2013, társszerkesztő Kovács Kriszta.)[17]
- Constitution for a Disunited Nation, On Hungary's 2011 Fundamental Law. (Central European University Press, Bp., New York, 2012.)[18]
- Életfogytig szabadláb, Alkotmányjogi karcolatok. (Élet és Irodalom, Bp. 2011.)[19]
- Túl a szövegen, Értekezés a magyar alkotmányról. (Osiris, Bp. 2009.)[20]
- Emberi jogok. (Osiris, Bp. 2003, társszerkesztő Halmai Gábor)[21]
- Egyéni jogok és a közjó. (TASZ, Bp. 2002.)
- Data Protection and Freedom of Information (HCLU, Bp. 1997, társszerkesztő Fridli Judit)

## Elismerések, díjak
- Alexander von Humboldt Fellowship for Experienced Researchers (2017-2019, 2022-2023)
- Open Society Foundation, Hungary ösztöndíj (2013-2014)
- Év társadalomtudományi publikációja, Debreceni Egyetem (2010)
- Köztársasági elnök jelöltje az adatvédelmi biztos tisztségre (2008)[22]
- Toleranciadíj, Autonómia Alapítvány (1997)
- Láthatatlan Kollégium ösztöndíja (1994-1997)

## Interjúk
- Meddig kell engedelmeskedni az autokratikus jognak? – Tóth Gábor Attila a jogállam helyreállításáról a Pride kapcsán. Szabad Európa, 2025. július 7.
- „Nem a régi fasizmus éled újjá.” Magyar Narancs, 2024. augusztus 7.
- Demokrácia-e még Magyarország? A Határtalan tudás, a CEU és a Qubit közös podcastja, 2024. június 15.
- „A gyógyulás csak nagy fájdalmak és veszteségek árán lesz lehetséges.” Szabad Európa, 2024. május 15.
- „Magyarországon ma egypárti és egyszemélyi uralom van, és ha nincs demokratikus választás, csak fájdalmasabb gyógymódok jönnek számításba.” 2024. április 28.
- „Az eutanáziával kapcsolatban a mostani szabályozás a legveszélyesebb.” hvg360, 2023. november 24.
- „Életműve elválaszthatatlan a köztársaság felemelkedésétől és a bukásától is.” Szabad Európa, 2023. október 9.
- „Egy cinikus politikai manőver része.” Magyar Narancs, 2015/20.
- „Az Alaptörvény fő problémái nem oldhatók meg jogértelmezéssel.” Fundamentum, 2012/4.
- „Megszűnne az alkotmányozási szabályok betartásának kötelessége” HVG, 2013/43.
- Hungary: Halfway to Authoritarianism. Creative Time Reports, 2013. március 15.
- „A polgári demokráciából kifelé megyünk.” Magyar Narancs, 2012/1.
- „Durván egyoldalúvá válik az Alkotmánybíróság.” HVG, 2011. június 14.
- „Nagyon hamar tisztázza a szándékait.” Magyar Narancs, 2010/20.